# Spiralerna
Spiralerna   var en sånggrupp som bildades 1961 av Dan-Olof Stenlund och sex unga elever från Adolf Fredriks Musikklasser. 
Stenlund skrev egna a cappella-arrangemang på negro spirituals för manskör som gruppen sjöng vid en mängd radioprogram och konserter. Spiralerna gjorde också ett svenskt TV-program som sändes på långfredagen 1964, en tid då lättare underhållning inte var tänkbar under just denna dag. Gruppen gjorde också TV i Norge under perioden.
Spiralerna sjöng också i internationella radiosändningar och representerade Sverige 1965 i en direktsändning från Stockholms konserthus i programmet Europa sjunger.

## Diskografi
- Spiralerna vol 1 - Philips Sonora PE 433 439 (1964)
- Spiralerna vol 2 - Philips Sonora PE 433 440 (1964)
- Spiralerna Great Day - Philips Sonora PE 433 451 (1965)

## Utgivna arrangemang
- 8 Negro Spirituals för manskör av Dan-Olof Stenlund - Sonora Musikförlags AB" (1964) [2]